# شتاینهویتروده
شتاینهویتروده (به آلمانی: Steinheuterode) یک شهر در آلمان است که در آیشسفلد واقع شده‌است. شتاینهویتروده ۲۸۱ نفر جمعیت دارد.